# Eugeniusz Sypniewski (major)
Eugeniusz Sypniewski h. Odrowąż (ur. 14 listopada 1883 we Lwowie, zm. ?) – major piechoty Wojska Polskiego.

## Życiorys
Urodził się 14 listopada 1883 we Lwowie. Od 1904 był zawodowym oficerem cesarskiej i królewskiej Armii. Jego oddziałem macierzystym był Morawski Pułk Piechoty Nr 81. W czasie służby w c. i k. Armii awansował na kolejne stopnie w korpusie oficerów piechoty: kadeta-zastępcy oficera (starszeństwo z 1 września 1904), podporucznika (starszeństwo z 1 maja 1906), porucznika (starszeństwo z 1 maja 1912) i kapitana (starszeństwo z 1 lipca 1915).
6 września 1919 został przeniesiony z Baonu Wartowniczego Nr V Kraków do Komendy Placu Nowy Sącz. Później służył w 16 Pułku Piechoty w Tarnowie. 3 maja 1922 został zweryfikowany w stopniu majora ze starszeństwem z 1 czerwca 1919 i 99. lokatą w korpusie oficerów piechoty. Później został przeniesiony do 19 Pułku Piechoty we Lwowie i przydzielony do Powiatowej Komendy Uzupełnień Buczacz na stanowisko komendanta. W kwietniu 1924 został przeniesiony do PKU Gostyń na stanowisko komendanta. W listopadzie 1926, w związku z likwidacją PKU Gostyń, został przeniesiony do PKU Gniezno na stanowisko komendanta. Służąc w kolejnych jednostkach organizacyjnych służby poborowej pozostawał oficerem nadetatowym 19 pp we Lwowie. W lipcu 1927 został przeniesiony do kadry oficerów piechoty z równoczesnym przydziałem do PKU Łódź Miasto II na stanowisko komendanta. W kwietniu 1928 został przeniesiony na takie samo stanowisko do PKU Łańcut. W lutym 1929 został zwolniony z zajmowanego stanowiska i oddany do dyspozycji dowódcy Okręgu Korpusu Nr X, a z dniem 30 listopada 1929 przeniesiony w stan spoczynku. 
W 1934, jako oficer stanu spoczynku pozostawał w ewidencji PKU Bielsko na Śląsku. Posiadał przydział do Oficerskiej Kadry Okręgowej Nr V. Był wówczas „w dyspozycji dowódcy Okręgu Korpusu Nr V”.

## Ordery i odznaczenia
- Krzyż Zasługi Wojskowej 3 klasy z dekoracją wojenną i mieczami (Austro-Węgry)
- Brązowy Medal Zasługi Wojskowej Signum Laudis z mieczami na wstążce Krzyża Zasługi Wojskowej (Austro-Węgry)
- Krzyż Wojskowy Karola (Austro-Węgry)
- Krzyż Jubileuszowy Wojskowy (Austro-Węgry)[9]